# Boris Godunov (opera)

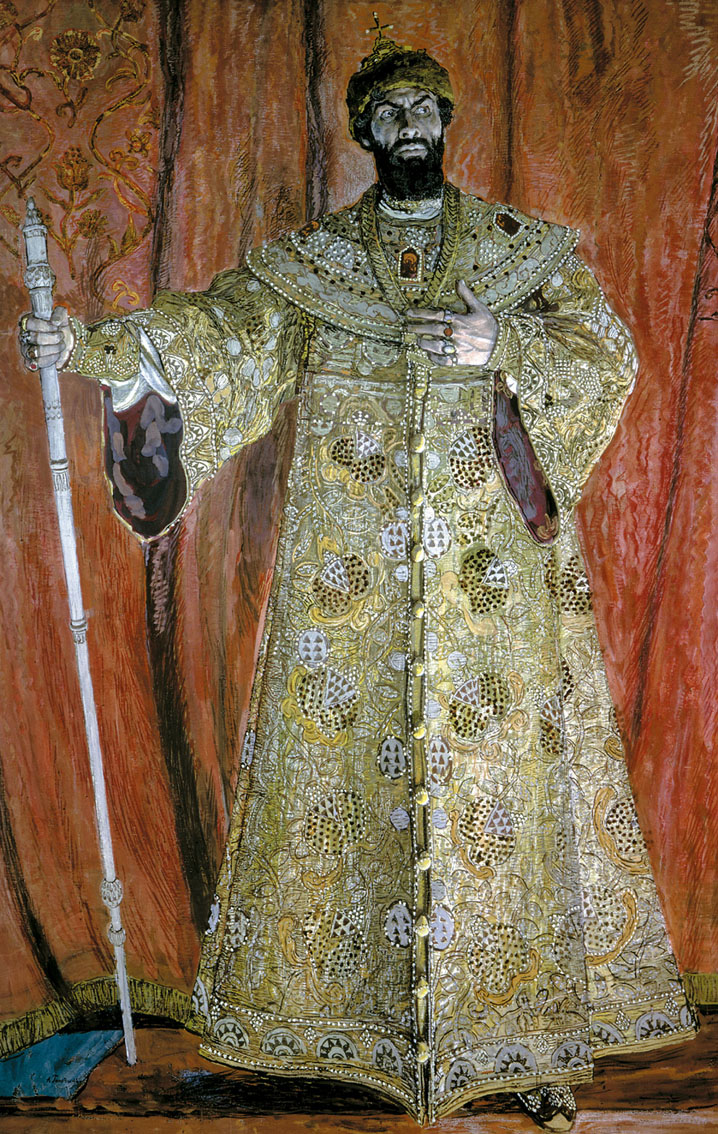
Fjodor Sjaljapin som Boris Godunov, målad av Aleksandr Golovin.

Boris Godunov är en rysk opera (musikdrama) i fyra akter (sju scener), komponerad 1868–1869, med musik och text av Modest Musorgskij. Librettot är baserat på Pusjkins skådespel med samma titel. Andra versionen är i en prolog och fyra akter, komponerad 1871–1872, efter Nikolaj Karamzins Det ryska rikets historia.

## Bakgrund
Pusjkin hade omsorgsfullt studerat Shakespeares krönikespel och historikern Karamzins historia över de gamla ryska krönikorna. Han ville framställa den ohöljda sanningen i en okonstlad, dramatisk förtätad form. Hans skådespel Boris Godunov utkom 1830, men tsar Alexander II tillät först 1870 (40 år efter det att verket skrivits och 33 år efter Pusjkins död) ett offentligt framförande av dramat, samma år som Musorgskij lämnade in urversionen av operan till direktionen för tsarens teater i S:t Petersburg. Pusjkins drama, som på grund av dess demokratiska tendenser endast fick framföras i en förkortad version (7 av 23 scener ströks, främst folkscener), möttes av negativ kritik. Enligt Pusjkins tolkning var det omöjligt att framställa Boris Godunovs historiska betydelse utan det stöd han fick av folket.

## Historia
Musorgskij påbörjade Boris Godunov 1868 efter att ha studerat den ryske historikern Karamzins verk. Sommaren 1870 var han färdig med vad som senare har kallats Ur-Boris, som bestod av sju scener: scenen framför nunneklostret, kröningsscenen, scenen i Pimens cell, värdshusscenen, scenen i Kreml och en scen på Röda torget, där Boris konfronteras med det utsvultna folket, samt slutligen Boris dödsscen. Trots att operor med motiv från det ryska folkets historia var på modet förkastade teaterledningen i S:t Petersburg operan med motiveringen att den ovanligt expressiva stilen, den nymodiga och "klumpiga" instrumenteringen och frånvaron av musikalisk form tydde på amatörmässighet. Dessutom saknade operan en kvinnlig huvudperson. Musorgskij tog illa vid sig av kritiken. 
Han ville till en början följa Pusjkins ursprungliga plan och framställa en tragedi utan kärleksintrig, men ändrade sig sedan. Han tog genast itu med att skriva en helt ny akt, den så kallade "polska akten", tillförde en del romantik och en primadonna: den maktlystna furstinnan Marina Mniszech och hennes kärlek till Dmitrij. Han utvidgade också operan genom att lägga till en serie sånger i syfte att erhålla andrum i den dramatiska handlingen. Han införde den stora körscenen, revolutionen i skogarna nära Kromy. De här scenerna vidgade verkets historiska horisont, men hör inte hemma i grundstämningen i Musorgskijs musikdrama, som präglas av Borisgestalten och folket. Scenen på Röda torget ströks. Även i Kremlscenen företog han omfattande ändringar, men till ingen nytta. Inte heller denna version antogs för uppförande. Av sin vän Nikolaj Rimskij-Korsakov fick han rådet att inte avsluta verket med Boris död, utan med revolutionsscenen i Kromy. 

### Premiär
I februari 1873 lyckades äntligen några sångare genomdriva att valda scener framfördes, och det ledde till att ledningen för Mariinskijteatern gav efter för trycket och antog Boris Godunov för uppförande i Sankt Petersburg den 24 januari 1874. Publiken var entusiastisk, men kritiken på ett undantag när dålig. Undantaget var den 19-årige unge kritikern Vladimir Baskin, som skrev:
Dramatiseringen i vokalmusik kan inte gärna komma längre. Musorgskij har visat sig vara en skicklig musiker med förmåga att sällsynt verklighetstroget kunna uttrycka de olika karaktärerna. Han har också en ingående kännedom om de musikaliska resurserna. Han är en orkesterns mästare, hans kompositioner är lättflytande och de vokala partierna vackert skrivna.
Operaledningen fruktade emellertid de revolutionära tendenserna i verket och efter 20 föreställningar togs det ned och uppfördes inte fler gånger under Musorgskijs livstid. Emellertid var verket långt och bitvis osammanhängande, så efter kompositörens död omarbetades det ett flertal gånger.
Rimskij-Korsakov inledde en genomgripande omarbetning, där han skrev om musiken melodiskt och rytmiskt och instrumenterade om den efter eget huvud. I Musorgskijs version slutar operan med en körscen, bönderna i uppror i en skog nära Kromy, och slutligen blir en enda bondpojke ensam på scenen, sjungande om Rysslands olyckliga öde. Eftersom Musorgskijs drama var ett folkdrama om det ryska folket, var scenen riktig ur logisk synpunkt. Men Rimskij-Korsakov ville ge operan en traditionell avslutning: verket skulle handla om Boris död och genom att låta några scener byta plats slutar operan i hans version med Boris död. Det var i denna version som Boris Godunov blev känd i omvärlden, men sedan även bland andra Sjostakovitj gjort sin version har det blivit allt vanligare att man uppför Musorgskijs originalversion. Rimskij-Korsakov skrev själv i förordet:
...Jag är övertygad om att min revision inte i något avseende förändrat verkets originalkaraktär, eller tonsättarens förnäma inspiration. Min utgåva av verket begränsar sig till att ställa det hela i ordning, så att säga i rent tekniskt avseende.

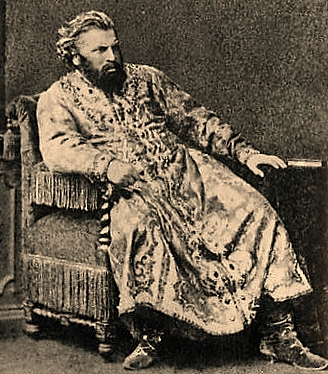
Ivan Melnikov som den förste Boris 1874.
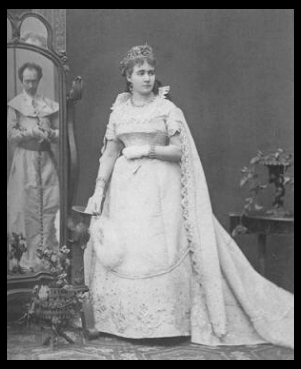
Julia Platonova som Marina. På ateljéfotot kan man se ett skickligt trick av fotografen: jesuiten Rangoni (Josef Paleček) står bakom en spegelram utan glas.
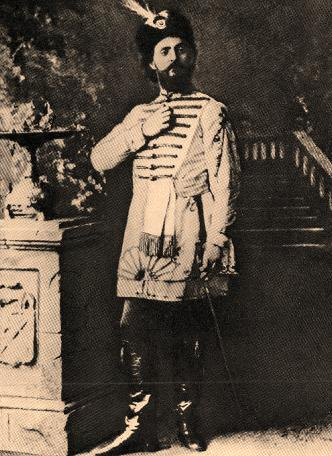
Fjodor Petrovitj Komissarzhevskij som Den falske Dmitrij.
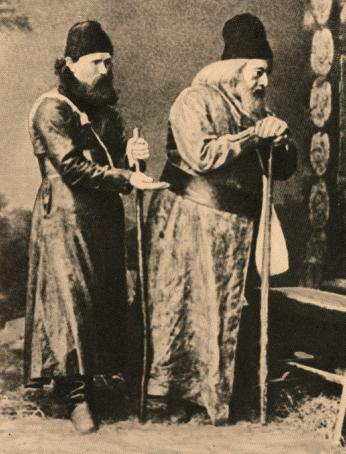
Pavel Dyuzhikov som Misail och Osip Petrov som Varlaam.
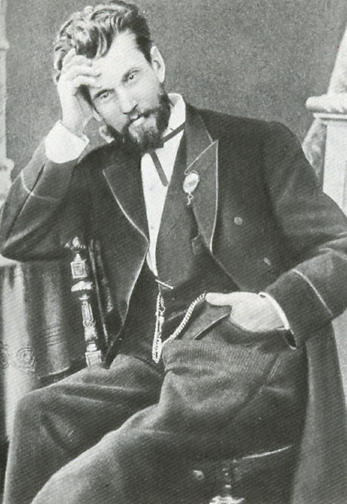
Dirigenten Eduard Nápravník.

## Versioner

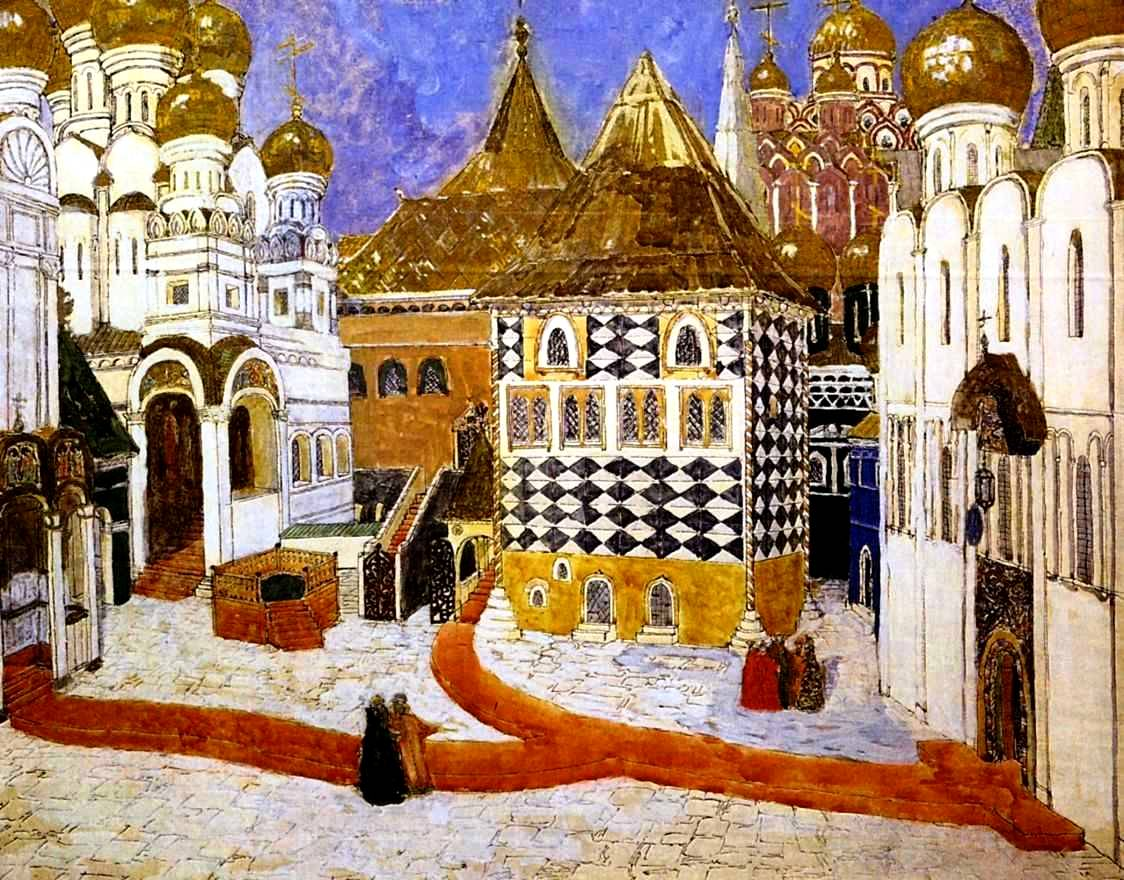
Dekor av Aleksandr Golovin.

- 1869 originalversion i fyra delar (förkortad version av tonsättaren)
- 1872 ny version i prolog och fyra akter
- 1896 Rimskij-Korsakovs omarbetning I (med vissa "förbättringar")

År 1896 bearbetade Rimskij-Korsakov verket. Han gjorde en ny orkestrering och företog radikala förkortningar.
- 1908 Rimskij-Korsakovs omarbetning II (med vissa "förbättringar")

Efter att ha blivit kritiserad för sina ingrepp, gjorde han 1906–1908 en ny version, där han lade till den festliga kröningsmusiken och polonäsen. Tilläggen är karakteristiska för Rimskij-Korsakovs bearbetningsstil: Musorgskijs musikdrama försköts i riktning mot den stora romantiska operan. Detta förstärks av den färgrika, ljusa instrumentationen, de harmoniska och rytmiska finesserna samt genom akt- och scenindelningen, som är främmande för Musorgskijs genomkomponerande musikflöde. Vid Parispremiären 1908 förde bassångaren Fjodor Sjaljapin Boris Godunov i Rimskij-Korsakovs bearbetning till världsframgång. I många decennier var operan uteslutande känd i den här, den mest populära versionen. 
- 1926 Michail Ippolitov-Ivanov ny musik

Under 1920-talet infogades scenen utanför Vasilijkatedralen i Rimskij-Korsakovs version, dock inte med Musorgskijs orkestrering utan med ny musik av Rimskij-Korsakovs elev Ippolitov-Ivanov. 
- 1928 Pavel Lamm (rysk musikolog), restaurering av 1869-versionen

År 1928 gavs Musorgskijs originalpartitur ut och den 16 februari samma år hade originalversionen från 1869 världspremiär i Leningrad. Versionen spelades även i Moskva och uppfördes från 1930-talet och framåt allt oftare på olika operahus i Västeuropa.
- 1940 Dmitrij Sjostakovitj (rysk tonsättare) instrumentering/rekonstruktion baserad på 1872-versionen

År 1940 gjorde Sjostakovitj en orkestrering som hade premiär först 1959 i Leningrad.
- 1948 Karol Rathaus (polsk tonsättare) instrumentering/rekonstruktion baserad på 1872-versionen
- 1975 David Lloyd-Jones (brittisk musikolog) publicerade på Oxford University Press (OUP) en auktoritativ version med full orkestrering och med källhänvisningar till vilka musikkällor han använt.

Fram till 1970-talet brukade operahusen uppföra Rimskij-Korsakovs version. På 1960- och 1970-talet försökte man med en blandning av Rathaus och Sjostakovitjs versioner, men numera är den rekonstruerade OUP-versionen normen. Rimskij-Korsakovs version anses idag vara föråldrad och missvisande gentemot originalpartituret. Men frågan kvarstår vilken av Musorgskijs egna båda versioner som bör spelas. Numera väljer man oftast originalversionen och lägger till scenen utanför Vasilijkatedralen från urversionen.
Den svenska premiären ägde rum på Stockholmsoperan den 25 april 1911 och den iscensattes åter med premiär den 14 januari 1943.
Den sattes upp på Göteborgsoperan med premiär den 16 april 2005.

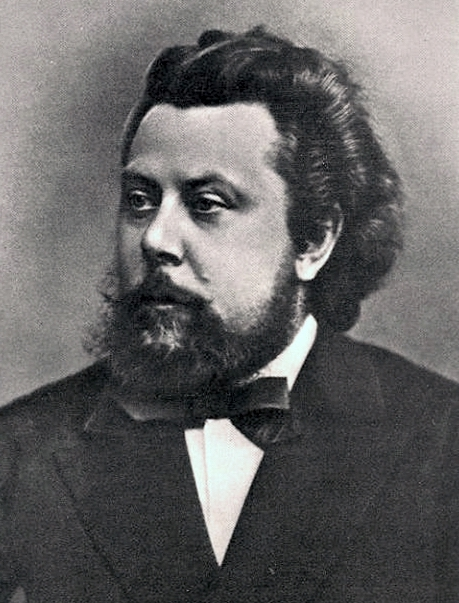
Modest Musorgskij
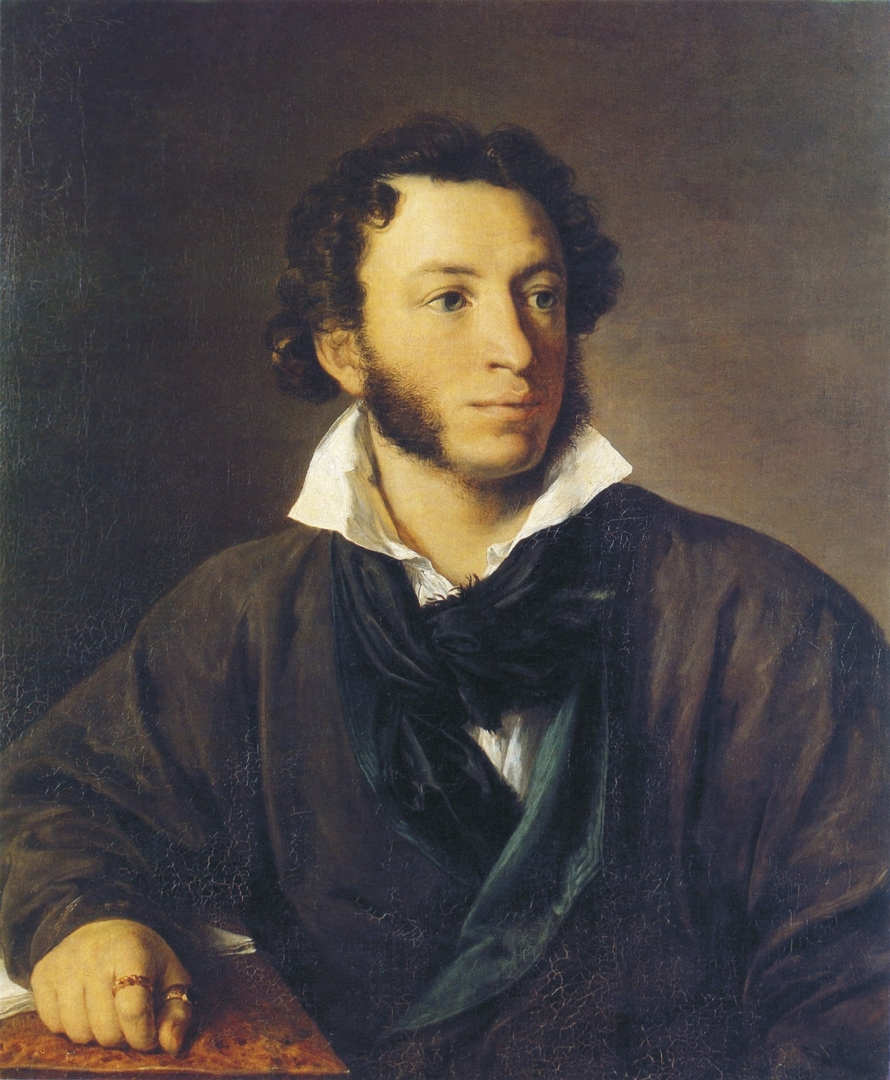
Aleksandr Pusjkin
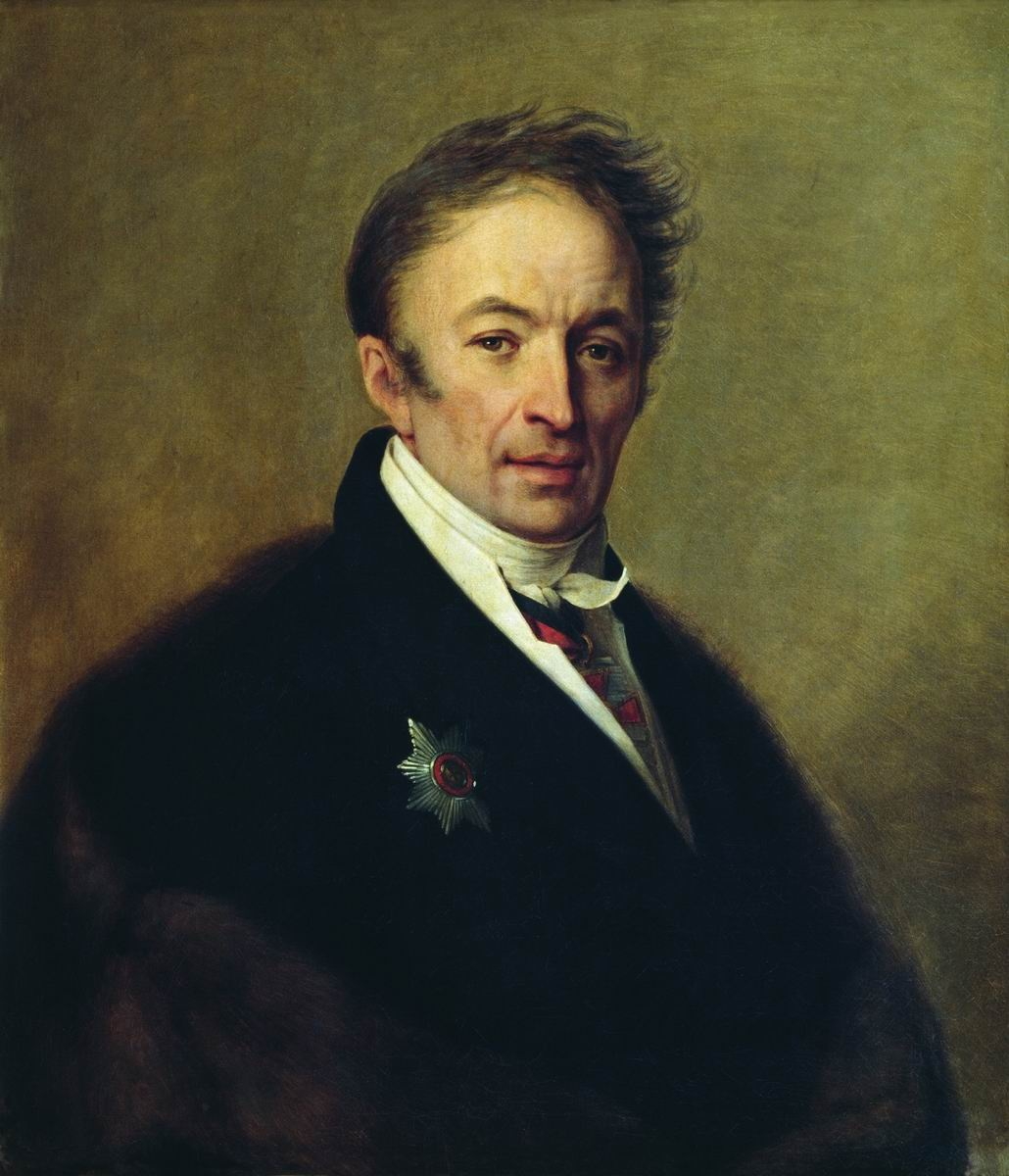
Nikolaj Karamzin
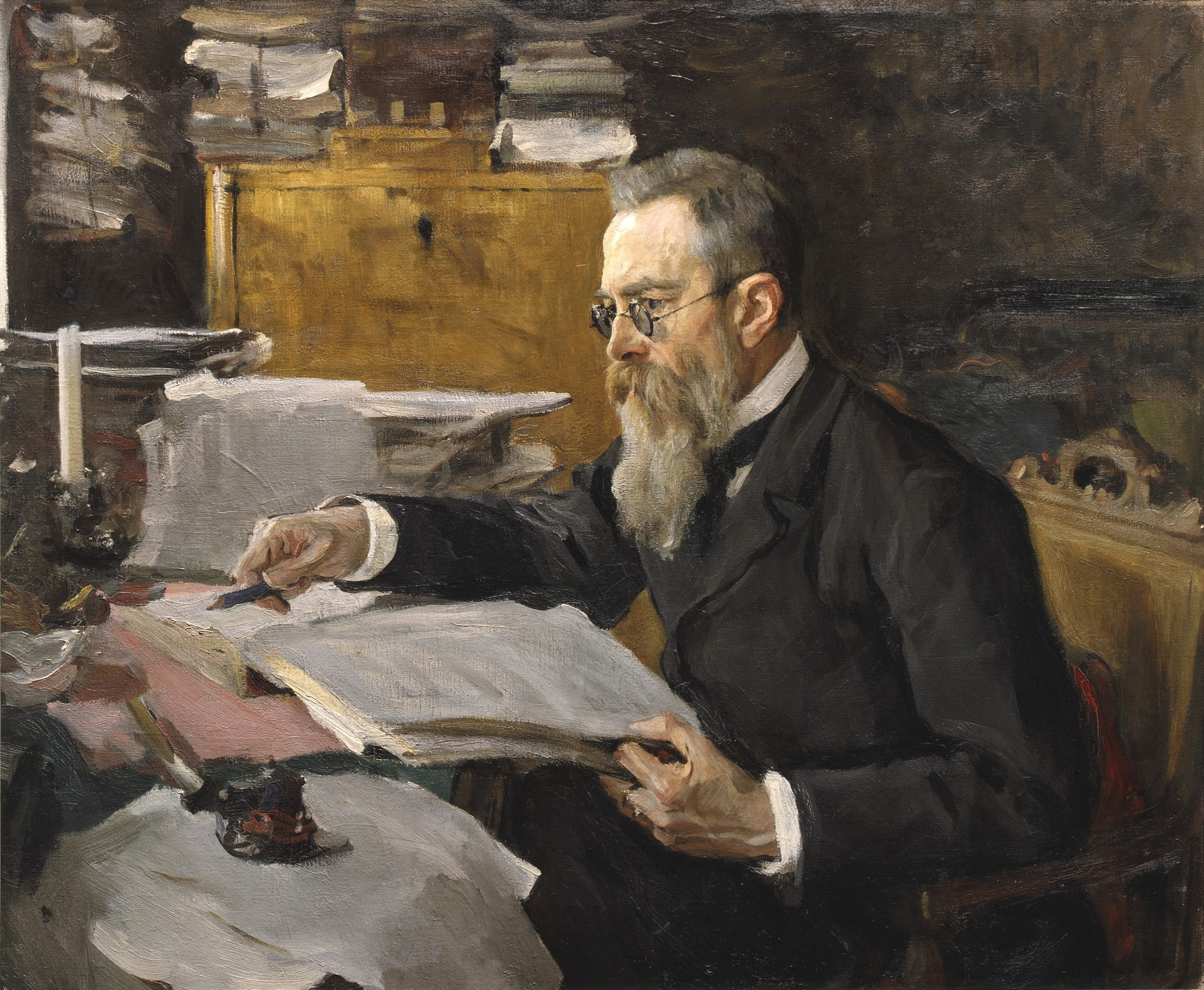
Nikolaj Rimskij-Korsakov
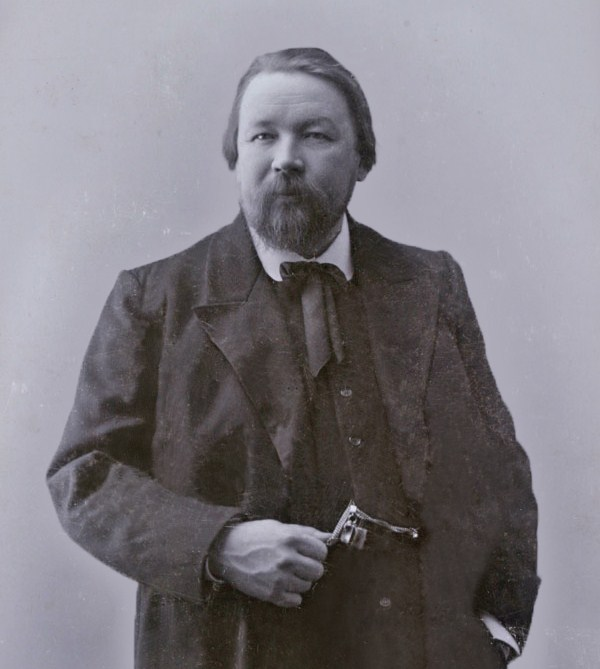
Michail Ippolitov-Ivanov

## Den historiska bakgrunden

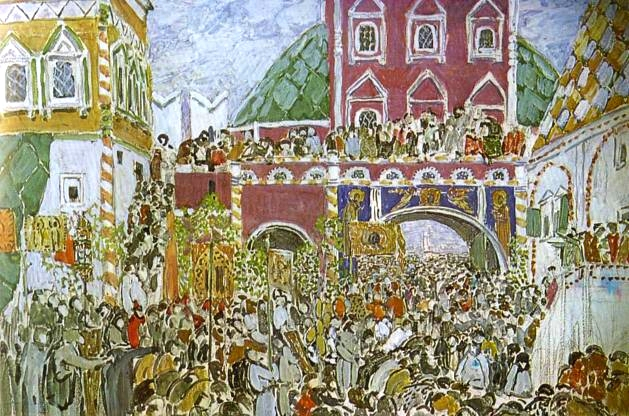
Kröningsscenen. Dekor av Aleksandr Golovin för Sergej Djagilevs uppsättning i Paris 1908.

Tsar Ivan IV av Rysslands (Ivan den förskräcklige) död 1584 lämnade ett svårt arv till sonen Fjodor. Denne var sedan födseln både mentalt och fysiskt handikappad, och regentskapet övertogs i hans ställe av hans svåger Boris Godunov, en adelsman av låg härkomst. När Fjodor dog 1598 lyckades Boris genom skickliga politiska manövrer få Moskvas folk och kyrkan bakom sig och kröntes till tsar.
Ivan den förskräckliges son i tredje äktenskapet, Dmitrij Ivanovitj, uppfostrades i Uglitj långt borta från Moskva. Dmitrij dog 15 maj 1591 endast 10 år gammal under oklara omständigheter. Pojken hittades med halsen avskuren inne på slottsgården. Den undersökningskommission som skickades till platsen under ledning av den mäktige bojaren Sjujskij, fastställde endast att pojken, som led av svår epilepsi, förmodligen hade skadat sig själv med en leksakskniv. Trots detta spreds ryktet om att Boris hade låtit döda Dmitrij för att därigenom erövra tronen. Den här hypotesen omnämns i Karamzins krönikor. Då Dmitrij var den siste ättlingen till Rurikdynastin (år 862–1598) kastades landet in i det dynastiska och politiska kaos som går under namnet Den stora oredan.
Boris var enligt samtida krönikor och uppteckningar en duglig, god och ambitiös tsar. Hans många utmärkta härskaregenskaper gjorde honom till en avsevärt mycket dugligare tsar än hans legitima företrädare. Men tiden och omständigheterna arbetade emot honom. I början av 1600-talet orsakade en ödesdiger torka en ohygglig hungersnöd i landet och Moskva drabbades av våldsamma bränder, vilket ledde till att bönderna och den fattiga stadsbefolkningen revolterade.
I det här skedet överskred den polska hären gränsen till Ryssland för att bistå en upprorsman i dennes försök att erövra tronen. Upprorsmannen utgav sig för att vara den mördade Dmitrij Ivanovitj. I den här krisartade situationen dog Boris Godunov helt plötsligt 1605. Misstankar om giftmord kom i omlopp. Den polska hären drog under ledning av den så kallade falske Dmitrij till Moskva. Efter Boris död kröntes hans unge son Fjodor till tsar. Han satt på den ryska tronen i endast sex veckor då han mördades av en sammanslutning av bojarer ledda av furst Vasilij Sjujskij. Den falske Dmitrij var en lycksökare och opportunist som utnyttjade sina kunskaper om mordet på den verkligen Dmitrij och övertog tronen. Polackerna lät kröna den falske Dmitrij till tsar för att därmed trygga de vänskapliga förbindelserna mellan Polen och Ryssland. Den falske Dmitrij gifte sig även med Marina Mniszech, dottern till vojvoden Jerzy Mniszech, som hade bistått honom. Han regerade endast en kort tid och mördades av bojarerna ett år efter Boris död. De brände hans kropp och laddade askan i en kanon som riktades mot Polen. Furst Sjujskij besteg därefter tronen som Vasilij IV men tvingades att abdikera efter fyra år. Bland hans många fiender fanns ytterligare en falsk Dmitrij med stöd från polackerna. Under de följande åren kulminerade den stora oredan tills ett nationellt uppror kastade ut polackerna 1613 och satte den 17-årige Michail Romanov på tronen. Ätten Romanov regerade sedan, via en sidolinje, ända tills den siste tsaren, Nikolaj II, avrättades 1917.
Händelserna efter Boris död skildras i Antonín Dvořáks opera Dimitrij från 1882. Polackernas försök att störta Michail Romanov från tronen och förhindra återupprättandet av det moskovitiska tsardömet skildras i Michail Glinkas opera Livet för tsaren (1836).

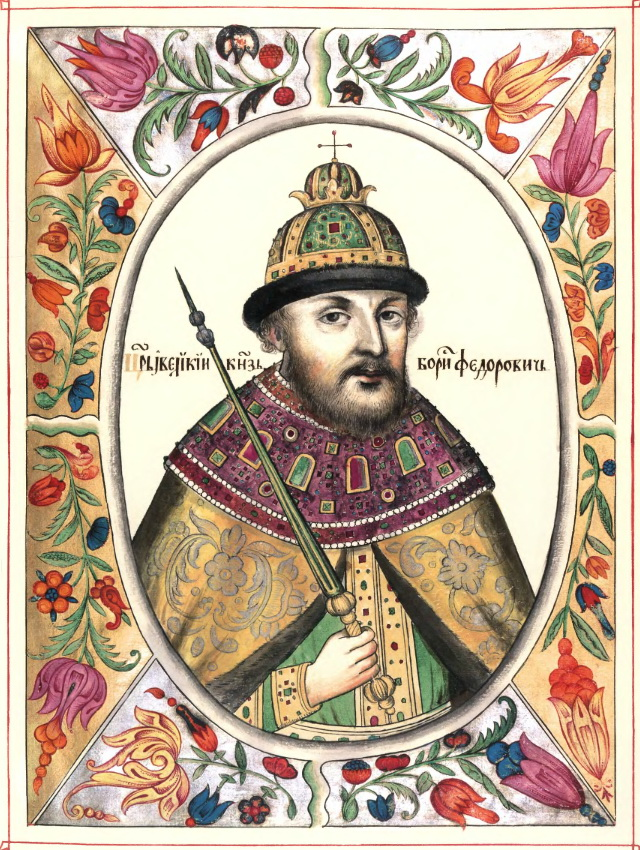
Boris Godunov
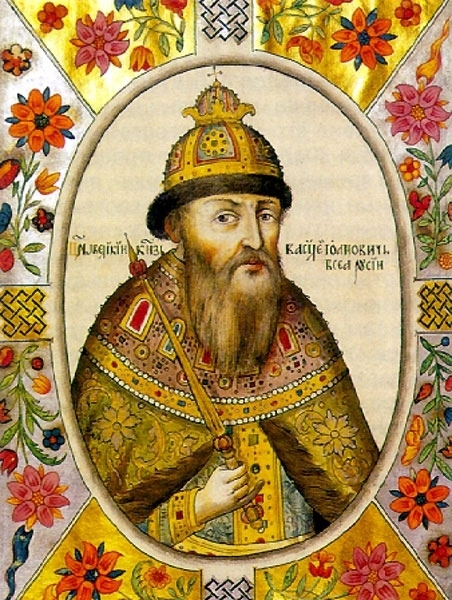
Vasilij IV av Ryssland
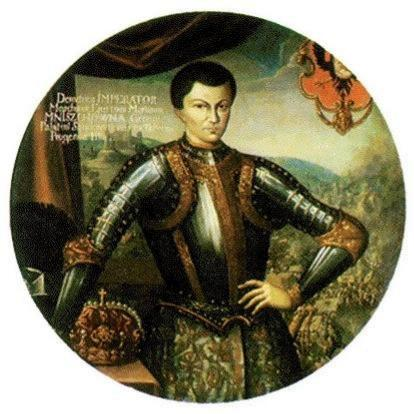
Den falske Dmitrij
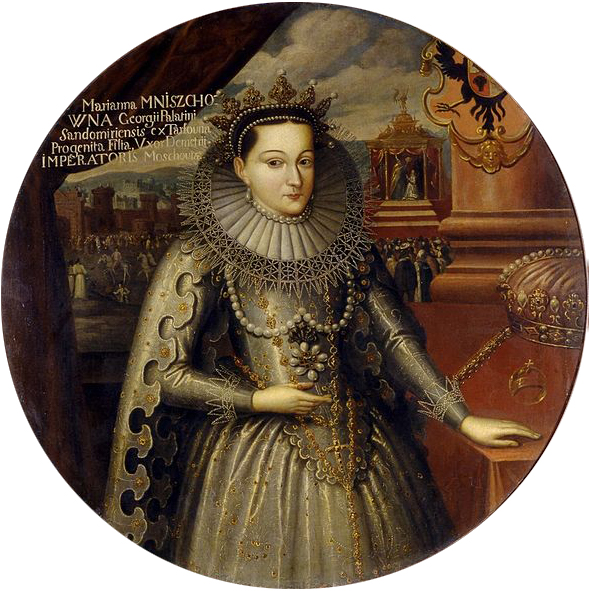
Marina Mniszek

## Personer

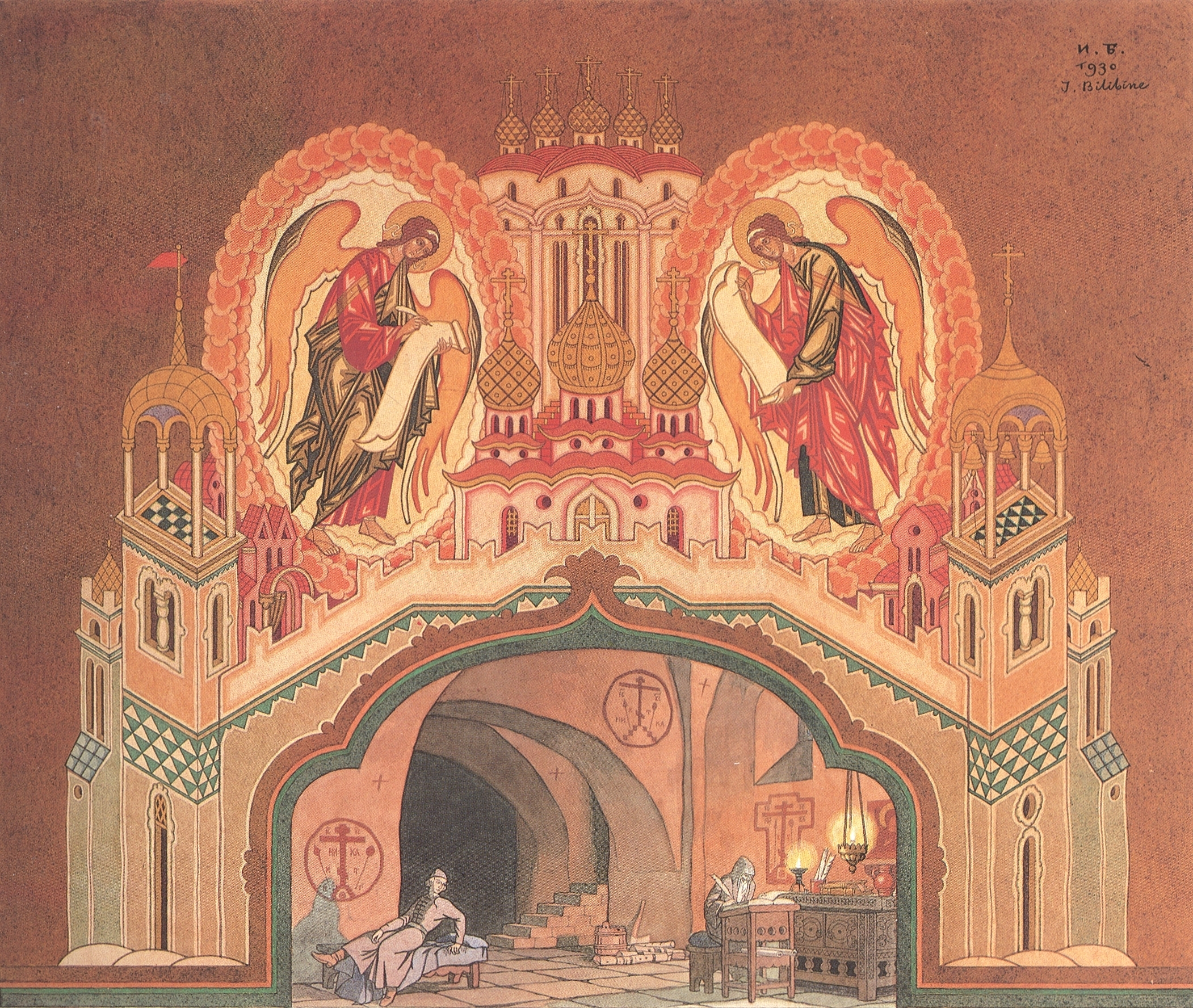
Dekor av Ivan Bilibin från 1930.

- Boris Godunov, tsar av Ryssland (Bas)
- Fjodor, hans son (Mezzosopran)
- Xenia, hans dotter (Sopran)
- Xenias amma (Alt)
- Furst Vasilij Sjujskij (Tenor)
- Andrej Tjelkalov, dumans sekreterare (Baryton)
- Pimen, munk och krönikeskrivare (Bas)
- Grigorij Otrepiev, lärjunge till Pimen, "Den falske Dmitrij" (Tenor)
- Marina Mniszech, dotter till Vojvoden av Sandomir (Sopran)
- Varlaam, tiggarmunk (Bas)
- Misail, tiggarmunk (Tenor)
- Rangoni, hemlig jesuit (Bas eller baryton)
- En värdshusvärdinna (Mezzosopran)
- En svagsint (Tenor)
- Nikititj, fogde (Baryton eller bas)
- Mitjutja, bonde (Bas)
- En livbojar (Tenor)
- Krustjev, bojar (Tenor)
- Lavitskij (Baryton eller bas)
- Tjernovskij (Baryton eller bas)

Bojarer, streltser, vakter, soldater, magnater, munkar, polska ädlingar och damer, unga flickor i Sandomir, pilgrimer, bondfolk och tiggare (kör), pojkar (barnkör).

## Handling
Boris Godunov är ett musikaliskt folkdrama som utspelar sig i Ryssland och Polen tiden 1598–1605. Det har en historisk bakgrund i inbördeskriget under tsar Boris Godunovs regeringstid, som brukar kallas den "stora oredan".
Alla huvudpersoner är historiska och miljöerna noggrant återgivna. Verket är snarare en rad löst sammanfogade tablåer än ett fast uppbyggt drama. Verket är även ett allvarligt psykologisk skådespel om människan och makten. Boris har kommit till makten genom att låta mörda tronarvingen, men han förtärs av sitt eget samvete och får inte sinnesfrid. Föreställningen varar i drygt 3 timmar.

### Prolog

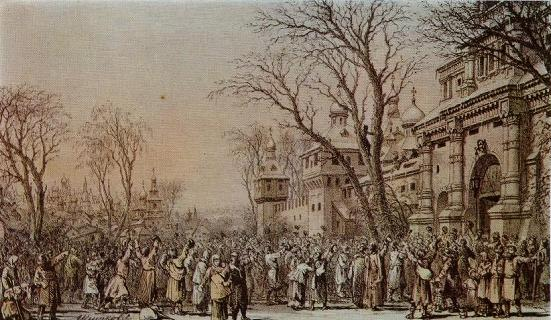
Scenbild till Novodevitjijklostret.

#### Scen 1: Framför Heliga Jungfruns kloster (Novodevitjijklostret) nära Moskva.
I Ryssland råder skräck, våld och hungersnöd. Tsar Fjodor har avlidit utan att efterlämna någon arvinge och en ny tsar skall väljas. Många år tidigare hade den mäktige bojaren, Boris Godunov, mördat Dmitrij, tronarvingen, för att själv komma åt tronen. De fattiga Moskvaborna har flytt till klostret. På fyrkanten framför klostret väntar bönderna ivriga och upphetsande. De tvingas till bön av fogden Nikititj och hans knutpiska. Ingen vet exakt varför. Först av Tjelkalov, dumans sekreterare får de vetskap om anledningen till aktionen. Just som Boris stod i begrepp att uppnå målet för sina strävanden, drog han sig tillbaka till ett kloster, delvis därför att han plågades av samvetskval, delvis därför att han inte ville visa sin äregirighet efter makt. Böndernas böner ska förmå Boris att låta kröna sig till tsar och bli deras nye härskare. Pilgrimer går över scenen mot klostret och ber om räddning för den anarki som breder ut sig i Ryssland. En ny tsar skulle behövas.

#### Scen 2: Ett torg i Kreml i Moskva.

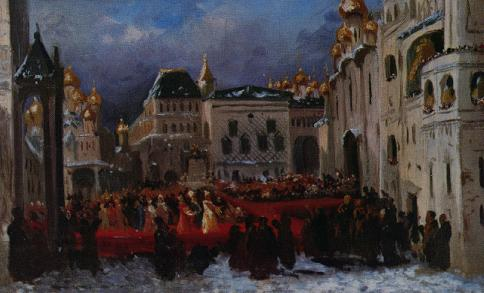
Torget i Kreml.

Folket har samlats till kröning i Moskva, eftersom Boris har givit efter för trycket och gått med på att bli tsar. Furst Vasilij Sjujski kräver att den nye tsaren skall hyllas. Alla klockor i Moskva ringer. Luften genljuder av de tunga kyrkklockornas dån. En stor hyllningskör sjunger kröningshymnen. Boris Godunov går över scenen från en katedral till en annan. Även i triumfens ögonblick är han full av samvetskval och plågas av minnen. Han är orolig och ber Gud att välsigna hans gärning. Stämningen är olycksbådande. Han inbjuder folket till kröningsfest och under klang och jubel träder han in i katedralen för att låta sig krönas. Folkmassan hyllar nu frivilligt och av hela sitt hjärta tsar Boris. Kröningsscenen, som avslutar prologen, är en av de mest dramatiska i hela operan. I synnerhet utgör de mäktiga klockklangerna  en storartad effekt.

### Akt I

#### Scen 1: En klostercell i Tjudovklostret.

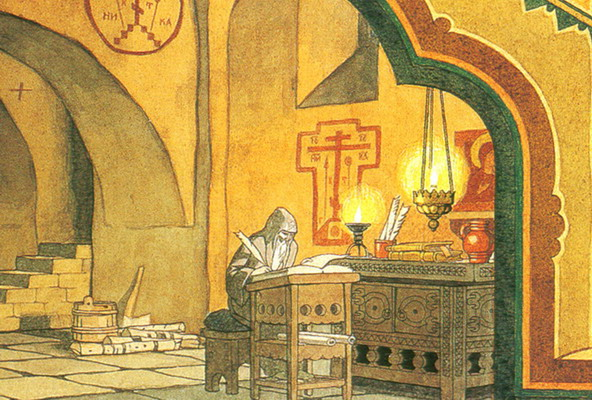
Pimen i klostercellen.

Den gamle munken Pimen sitter i sin cell. Han har levt ett omväxlande liv, men känner sig nu av Gud kallad att skriva en krönika över det heliga Rysslands krönika. Han beskyller de mäktiga för världens orättfärdighet och lidande. I fjärran hörs munkarnas sång.
Den unge munken Grigorij vaknar upp ur sin sömn. Han sörjer över att han redan vid så unga år skall tvingas leva ett undanskymt klosterliv. Han ber Pimen berätta historien om Boris förflutna och särskilt om mordet på tsarevitj Dmitrij i Uglitj, eftersom Pimen befann sig där vid tidpunkten för mordet. "Jag skall inte leva länge nog för att skriva om Boris illdåd", säger Pimen. "Det blir din uppgift, Grogorij." Och han berättar för den unge mannen om Boris brott. När Grigorij erfar att tsarens son skulle ha varit i samma ålder som han själv, får han idén att ersätta den mördade pojken. Pimen går till morgonandakten efter att ha givit Grigorij sin välsignelse. 
Grigorij har blivit upphetsad av berättelsen och svär att hämnas. "Boris!", ropar han, "här i denna ensamma cell finns den man som skall hämnas det mördade barnet!".

#### Scen 2: Ett värdshus nära gränsen till Litauen.

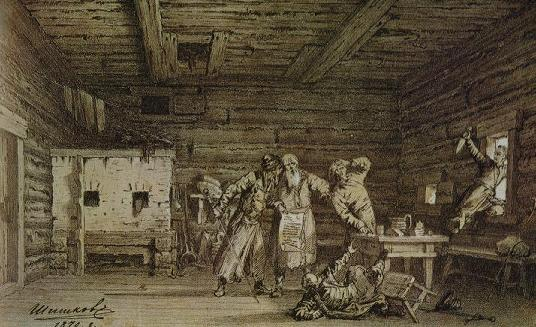
Värdshuset

Krogvärdinnan är ensam och längtar efter kärlek. Tre gäster infinner sig: den från klostret förrymde Grigorij samt de båda tiggarmunkarna Misail och Varlaam. Grigorij vill fly över gränsen till Litauen. De båda tiggarmunkarna beställer vin. Varlaam berättar om begivenheter i tatarstaden Kazan och sjunger den gamla balladen Klockorna i Novgorod. Av värdinnan, som inte är vän av myndigheter, får Grigorij reda på hur han skall ta sig över gränsen. Ryska gränsvakter dyker upp. De har order att arrestera den förrymde munken Grigorij Otrepjev. Varlaam och Misail säger sig vara präktiga tiggarmunkar, medan Grigorij utger sig för att vara deras följeslagare. Befälhavaren, som är analfabet, tar fram en ukas från tsaren och kräver att Grigorij skall läsa upp den. Grigorij inser att det är en efterlysning som beskriver honom själv och ändrar därför beskrivningen för att passa in på Varlaam. Då det går upp för Varlaam vilken knipa han hamnat i sliter han papperet från Grigorij och stavar sig igenom signalementet. När Grigorij inser att han har genomskådats, räddar han sig genom att hoppa ut genom ett fönster.

### Akt II

#### Scen 1: Tsarens gemak i Kreml. (Originalversionen från 1869)
Tsarens dotter Xenia sörjer sin avlidne trolovade. Tsarens son, tsarevitj Fjodor, studerar geografi. När Boris kommer in och ser dotterns sorg försöker han kärleksfullt att trösta henne. Den mäktige tsaren förmår inte lindra sin älskade dotters smärta, lika lite som han efter sex års fred har kunnat lindra folkets nöd. Han talar vänligt med sin son, som stolt pekar på en karta över det krigiska tsarrikets utsträckning. Boris faller i tankar. Trots makten är han inte lycklig, ty folket ger honom skulden för allt ont i landet. Hans misslyckanden gör honom förvirrad och försvagar hans politiska ställning. Han har dåligt samvete, tanken på den mördade tsarsonen plågar honom. Den mäktige bojarfursten Sjujskij kommer in för att pröva tsarens viljestyrka. Boris misstror bojaren, inte utan skäl. Fursten berättar med illa dold skadeglädje att en viss Dmitrij dykt upp i Polen och för anspråk på att vara den mördade tsarevitj. Boris blir vettskrämd och frågar Sjujskij om inte den mördades lik identifierats ordentligt. Sjujskij besvarar hans fråga med så många ohyggliga detaljer att Boris oroas ytterligare. Han måste uppbåda det sista av sina krafter för att lugnt kunna ta avsked av Sjujskij, och därefter bryter han samman. Omtöcknad tycker han sig se det mördade barnets vålnad, faller på knä och ber Gud om förlåtelse.

#### Scen 1: Tsarens gemak i Kreml. (Urversionen från 1872)
Tsarens dotter Xenia sörjer sin avlidne trolovade. Varken brodern eller amman lyckas trösta henne. Boris inträder tyst och amman ger till ett skrik, när hon upptäcker honom. Detta förargar Boris som vill bli älskad, men som bara finner att han är fruktad och hatad. "Är jag en varg, som biter dina små?", frågar han och vänder sig till Xenia. Tsaren kan lika lite lindra dotterns smärta som folkets nöd. Ensam ger han utlopp åt sin fruktan och förtvivlan. Trots sin stora makt har han allt och alla mot sig. Hans barn är olycklig, folket hatar honom och hans brott förföljer honom. Han känner sig skyldig till mordet på tsarevitj Dmitrij. Hans samvetskval blir outhärdliga, han börjar få hallucinationer och tycker sig se den mördade Dmitrij framför sig. Sonen berättar för honom att den bortskämda papegojan tyranniserar tjänsteflickorna. Händelsen framställs som en allegori, där papegojan företräder folkets mening. De politiska misslyckanden gör tsaren förvirrad och försvagar hans politiska ställning.
Den mäktige bojarfursten Sjujskij gör entré och berättar för honom att ett uppror brutit ut. Han prövar tsarens viljestyrka och finner härskaren svag. Den ryske tronen hotas av en upprorsmakare, som utger sig för att vara tsarevitj Dmitrij, men som i själva verket är Grigorij. Några av bojarerna har slutit upp bakom honom. Boris blir på en gång misstänksam: "Vad kallar han sig? Vad pretenderar han att bli?" Sjujskij håller honom på sträckbänken, undvikande ett direkt svar, börjar han försäkra Boris folkets kärlek och tillgivenhet, men medger att folket nog kommer att lystra till namnet Dmitrij, som bedragaren kallar sig. När mordet på tsarsonen utfördes, skickade Boris Sjujskij för att konstatera att mordet verkligen ägt rum. Boris frågar honom nu om han är absolut säker på sin sak: var det verkligen tsarens son som mördades? Sjujskij svarar med att beskriva hela mordscenen. Boris skakar av rörelse. Han sänder iväg Sjujskij, och så snart han blir ensam ser han åter den mördade pojkens anklagande och hotande ande. Boris faller plågad till vansinne omkull och anropar Gud om förbarmande.

### Akt III

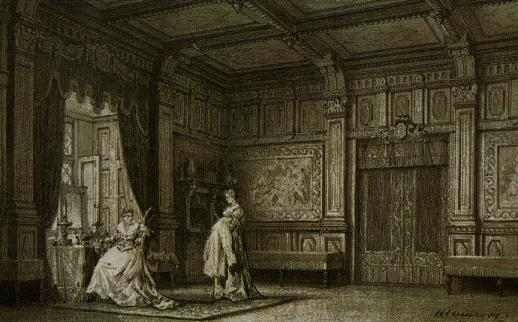
Marinas budoar.

#### Scen 1: Prinsessan Marinas gemak i Sandomir i Polen.
Marina Mniszech, dotter till vojvoden av Sandomir, fullbordar sin toalett för en mottagning. Den äregiriga Marina lockas inte av guld eller kärlek, utan eftersträvar makt. 
Hon vill inte lyssna till de tjattrande flickorna som omger henne, utan ber dem i stället sjunga en sång om Polens tappra män och kvinnor. Kammarjungfrun sjunger om honom som kallar sig Dmitrij, som hon hoppas skall fullborda hennes dröm om att få bli tsaritsa av Ryssland. Scenen slutar med att jesuitpatern Rangoni uppmanar henne att med tronpretendenten Dmitrijs hjälp återinföra den romersk-katolska tron i Ryssland.

#### Scen 2: Slottsträdgården i Sandomir.
Grigorij (den falske Dmitrij) väntar på Marina. Rangoni talar om för honom att Marina älskar honom och vill hjälpa honom. Han föreslår att han skall följa med Grigorij till Moskva som rådgivare.
Polska adelsmän anländer i en ståtlig procession med Marina, och Dmitrij gömmer sig. Marina kommer senare tillbaka ensam och sammanträffar med honom. Hon eggar honom till dåd, om han kan vinna Rysslands krona skall han också vinna hennes hjärta. Den förälskade Grigorij går med på hennes förslag.

### Akt IV

#### Scen 1: Torget utanför Vasilijkatedralen. (Originalversionen från 1869)
Ryssland plågas av nöd och elände och de fattiga samlas utanför katedralen i hopp om allmosor. Man utbyter nyheter. Inuti katedralen skall den avfallne munken Grigorij bannlysas. Men det hungrande folket tror att denne är den återuppståndne Dmitrij och ser i honom en räddare i nöden. Barnen hånar en sinnesslö man och stjäl hans kopek. Tsaren och hans följe lämnar katedralen, och folket bet om allmosor. Den sinnesslöe tilltalar tsaren och den mäktige Boris ber honom, den eländigaste bland tsarens undersåtar, att bedja för honom. Men den sinnesslöe vägrar, eftersom han inte vågar bedja för en barnamördare.

#### Scen 1: Stora salen i Kreml. (Urversionen från 1872)

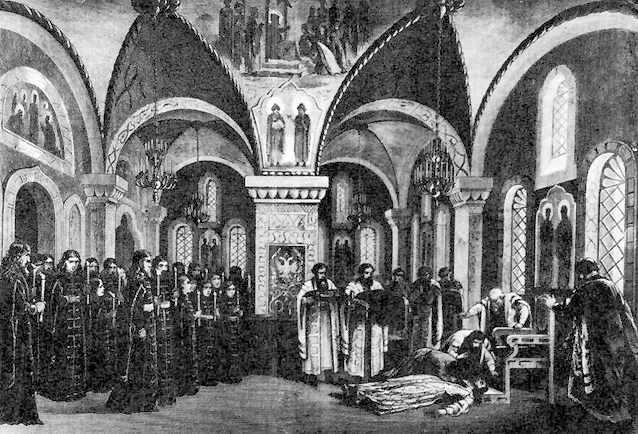
Boris död.

I Kreml håller bojarerna rådslag om hur de skall hejda tronkrävaren, som närmar sig Moskva. Rådet dömer upprorsmakaren och alla som stöder honom till döden. Sjujskij dröjer kvar. Han har i hemlighet låtit spionera på tsaren och berättar om hur den skräckslagne Boris tror sig se den mördade Dmitrijs spöke. Härskaren verkar ha blivit vansinnig. Men när Boris dyker upp har han återfått sina sinnesförmågor och tar itu med regeringsbestyren. Sjujskij låter föra fram en gammal man. Det är Pimen, som berättar om ett under som har ägt rum vid den mördade tsarevitj Dmitrijs grav. En blind herde har återfått synen genom att bedja vid Dmitrijs grav. Denne har därför nu blivit helgonförklarad. Därmed har Boris fått sin dom. Tsaren känner hur döden närmar sig. Han skickar ut alla och ropar på sonen. Han uppmanar sonen att ärva hans tron men att aldrig fråga på vilket sätt Boris kommit till makten. Han uppmanar sonen vara rättvis mot folket och skona den ryska kyrkan. Under klockornas dån sjunker han livlös till marken.

#### Scen 2: I skogen nära Kromy.
I Ryssland råder anarki. Upproriska bönder och livegna kommer dragande med en tillfångatagen adelsman, en bojar. De torterar och plågar honom. De driver också gyckel med en svagsint pojke. Misail och Varlaam hetsar upp folket mot Boris och uppmanar dem att ansluta sig till den ädle "tsar Dmitrij". När Rangoni och en annan jesuit inträder med samma uppmaning hotas de emellertid med döden. Den falske Dmitrij rider över scenen. Han är beredd att leda folket mot Boris, och alla vill följa honom. Han lovar att han som ny tsar skall bringa lycka åt Ryssland och befaller att bojaren och de båda jesuiterna skall släppas, varefter han drar vidare mot Moskva. Folkmassan följer honom. Den svagsinte pojken lämnas ensam, sjungande om Rysslands olycka.

## Kända sångnummer
- Prologen. "Kröningsscenen" (Boris och folket).
- Akt 1. "Värdinnans visa" (värdshusvärdinnan); "Varlaams visa" En gång hände det uti staden Kazan (Varlaam).
- Akt 2. Jag äger högsta makt (Boris); "Visan om Papegojan" (Fjodor).
- Akt 3. "Stackars Marina" (Marina); O, Tsarevitj jag besvär dig! (Marina och Dimitrij).
- Akt 4. "Katedralscenen" (folket); "Pimens berättelse" (Pimen); "Boris död". Hör! Dödsklockors klang! (Boris); "Strömmens tårar" (Den svagsinte).

## Inspelningar (urval)
- Boris Godunov. Lloyd, Borodina, Steblianko, Leiferkus. Kör och orkester vid Kirovteatern, Leningrad. Valerij Gergiev. dirigent. Decca DVD 075 089-9. 2 DVD.[7]